# Арське городище
А́рське городи́ще — археологічна пам'ятка XIII—XVI століть на території Татарстану.
Городище знаходиться на правому березі річки Казанка біля міста Арська. Площа городища становить близько 24 км². Поселення укріплене валом та ровом. Культурний шар повністю зруйнований сучасною забудовою. При розвіданих дослідженнях знайдені фрагменти фіно-угорського ліпного та булгарського гончарного посуду. В російських літописах з XIII століття городище згадується як місто Арськ. На період взяття військами Івана Грозного поселення було добре укріпленим місто з баштами і бійницями, в якому переховувалось до 15 тисяч осіб.
В удмуртській історіографії широко розповсюджена думка про поселення як про племінний центр арської групи удмуртів, резиденція ексея — царя.